# István Timár-Geng
István Timár-Geng (Turda, 26 marzo 1923 – Budapest, 30 agosto 1999) è stato un cestista ungherese.
Era il fratello di Attila Timár-Geng.

## Carriera
Con l'Ungheria ha disputato i Campionati europei del 1947 e i Giochi olimpici di Londra 1948.